# سيدني سونينو
سيدني سونينو (بالإيطالية: Sidney Sonnino)‏ سياسي إيطالي (11 مارس 1847 - 24 نوفمبر 1922) تولى رئاسة الحكومة في مملكة إيطاليا مرتين:
- من 8 فبراير إلى 29 مايو 1906.
- من 11 ديسمبر 1909 إلى 31 مارس 1910.

رغم توليه رئاسة مجلس الوزراء مرتين، إلاّ أنه عُرف أكثر بتوليه وزارة الخارجية معظم أيام الحرب العالمية الأولى في حكومات سالاندرا، وبوسيللي، وأورلاندو. وقد عمل مع سالاندرا على إعداد اتفاقية لندن في أبريل 1915، والتي تم الاتفاق فيها مع حكومات فرنسا، و بريطانيا على دخول الحرب مع الحلفاء الغربيين ضد الإمبراطورية النمساوية المجرية (الحليفة السابقة لإيطاليا)، وربما ساعد في هذا التواطؤ كون سونينو من أم ويلزية.

## في مؤتمر فيرساي
في عام 1919 حضر سونينو مع أورلاندو مؤتمر فرساي في باريس، وكانا يرغبان في اقتطاع أراضٍ من إمبراطورية النمسا – مجر تضم قوميات ألمانية، وكرواتية، وسلوفينية، لكنهما لم يستطيعا الحصول على موافقة الحلفاء إلا في جزء من مطالبهما، تمثل أغلبه في الأراضي التي يقطنها متحدثو الألمانية.

## روابط خارجية
- سيدني سونينو على موقع الموسوعة البريطانية (الإنجليزية)